# Rudolf Winkler (Politiker, 1920)
Rudolf Winkler (* 21. Februar 1920 auf der Insel Brioni (damals Italien); † 23. August 1977) war ein hessischer Politiker (CDU) und ehemaliger Abgeordneter des Hessischen Landtags.

## Leben
Rudolf Winkler besuchte die Volksschule, Bürgerschule, Handelsschule und Handelsakademie und arbeitete danach als Helfer in Steuersachen. Er wurde am 1. Oktober 1940 Mitglied der NSDAP (Mitgliedsnummer 9.635.645).
Seit 1946 war Rudolf Winkler Kreisvorsitzender des Bundes der Vertriebenen Fulda-Stadt und seit 1950 Vorstandsmitglied im Landesverband der Heimatvertriebenen Hessen. Nach dem Krieg wurde er Mitglied der CDU und war für seine Partei von 1948 bis 1968 Stadtverordneter in Fulda und dort von 1968 bis 1972 ehrenamtlicher Stadtrat. Vom 1. Dezember 1950 bis zum 30. November 1954 war er Mitglied des Hessischen Landtags.